# Trimetil lisina
A lisina é um aminoácido de cadeias laterais polares com carga que está presente em cerca de 5,9% de proteínas que constituem sistemas biológicos. Dentre os 20 aminoácidos proteicos que compõem as estruturas de diversas biomoléculas, mostrou-se que os resíduos de lisina são um dos que mais sofrem modificações por uma ampla variedade de enzimas que adicionam grupamentos químicos1 como hidroxil, acetil, propionil, malonil, succinil e metil. 
De acordo com Lanouette et al. (2014), a metilação da lisina é um processo bioquímico pós-traducional ocorrente em histonas e cromatina, de modo a regular epigeneticamente a transcrição (2). Tal fenômeno ocorre tanto em procariotos quanto eucariotos e seus sítios catalíticos apresentam alta taxa de conservação evolutiva. 
A trimetilação da lisina, realizada pela enzima lisina metil transferase (que tem como doadores de metil a s-adenosil-l-metionina) é essencial para a manutenção de moléculas como a calmodulina (CaM), proteína ligante de Ca2+ presente em animais, fungos, protozoários e plantas, responsável pela regulação de funções celulares como sinalizações célula-célula, ciclo de crescimento celular, apoptose e diversas regulações transcricionais (3). Além disso, a trimetil lisina e a monometil lisina também se relacionam com a conformação da miosina em células musculares (4).
Ainda, a trimetilação de resíduos de lisina em patógenos como Pseudomonas aeruginosa modifica os fatores de alongamento dessas bactérias, aumentando a similaridade dos seus receptores (ChoP ou Fosforilcolina) com os receptores de fatores ativadores de plaquetas eucarióticos, otimizando sua virulência (5). Tal estudo elucida mecanismos moleculares da patogenicidade de P. aeruginosa (bem como de outros patógenos de vias respiratórias) e expõe novos alvos de estudo para o combate de doenças (como a pneumonia) em localidades de alta incidência.

Referências:
1-     Lanouette, S., Mongeon, V., Figeys, D., & Couture, J.-F. (2014). The functional diversity of protein lysine methylation. Molecular Systems Biology, 10(4), 724–724.
2-     Zhang, X., Huang, Y., & Shi, X. (2015). Emerging roles of lysine methylation on non-histone proteins. Cellular and Molecular Life Sciences, 72(22), 4257–4272.
3-     Panina, S., Stephan, A., la Cour, J. M., Jacobsen, K., Kallerup, L. K., Bumbuleviciute, R., … Berchtold, M. W. (2012). Significance of Calcium Binding, Tyrosine Phosphorylation, and Lysine Trimethylation for the Essential Function of Calmodulin in Vertebrate Cells Analyzed in a Novel Gene Replacement System. Journal of Biological Chemistry, 287(22), 18173–18181.
4-      Hardy M, Harris I, Perry SV, Stone D (1970) Epsilon-N-monomethyl-lysine and trimethyl-lysine in myosin. Biochem J 117: 44–45.
5-     Barbier, M., Owings, J. P., Martinez-Ramos, I., Damron, F. H., Gomila, R., Blazquez, J., … Alberti, S. (2013). Lysine Trimethylation of EF-Tu Mimics Platelet-Activating Factor To Initiate Pseudomonas aeruginosa Pneumonia. mBio, 4(3).